# Parlamentswahl in Montenegro 2009
- NSD: 8
- SNP: 16
- PzP: 5
- Minderheit.: 4
- DPS: 48

Die Parlamentswahlen in Montenegro 2009 fanden am 29. März 2009 statt. Die Liste des ehemaligen Staatspräsidenten und heutigen Ministerpräsidenten Milo Đukanović konnte dabei ihre absolute Parlamentsmehrheit ausbauen.

## Wahlrecht
Montenegro ist in einen großen und einen kleinen Wahlkreis (montenegrinisch Velika bzw. Mala izborna jedinica) geteilt. Angehörige der albanischen Minderheit wählen vorwiegend in der kleinen Wahleinheit. Aufgrund des Ergebnisses werden vier reservierte Parlamentssitze auf die Parteien verteilt. Die restlichen Sitze des Parlaments verteilen sich gemäß dem Ergebnis in der großen Wahleinheit. Es kommt das D’Hondt-Verfahren mit einer Sperrklausel von 3 % zur Anwendung. Eine Legislaturperiode des montenegrinischen Parlaments (Skupština Crne Gore) dauert vier Jahre.

## Angetretene Listen
1. FORCA - Nazif Cungu

2. Crnogorski Komunisti

3. Stranka penzionera i invalida Crne Gore

4. Narodnjačka Koalicija
(Narodna stranka, Demokratska srpska stranka)
5. Evropska Crna Gora - Milo Đukanović
(Demokratska Partija Socijalista Crne Gore, Socijaldemokratska Partija Crne Gore, Hrvatska građanska inicijativa, Bošnjačka Stranka)
6. "Bošnjaci i Muslimani zajedno, jedno"

7. Pokret za promjene - Možemo - Nebojša Medojević

8. Socijalistička narodna partija Crne Gore (SNP) - Srđan Milić

9. Nova srpska demokratija - Andrija Mandić

10. "Za drugačiju Crnu Goru" - Goran Batričević

(Liberalna partija Crne Gore, Demokratski centar Crne Gore)
11. Partija demokratskog prosperiteta - Partia e prosperitetit demokratik

12. UDSH - DUA Ferhat Dinoša

13. Otadžbinska srpska stranka - Aleksandar Stamatović "Za istinske Srbe"

14. "Albanska Koalicija - Perspektiva" "Koalicioni Shqiptar – Perspektiva"

15. Srpska nacionalna lista
(Stranka srpskih radikala, Stranka srpskih narodnjaka)
16. Albanska lista - Lista Shqiptare
(Demokratski savez u Crnoj Gori/Lidhja Demokratike në mal të zi, Albanska Alternativa/Alternativa Shqiptare)

## Ergebnis
| Liste/Partei                             | Prozent 2005 | Sitze 2005 | Prozent 2009 | +/-   | Sitze 2009 | +/- |
| ---------------------------------------- | ------------ | ---------- | ------------ | ----- | ---------- | --- |
| Evropska Crna Gora1                      | 48,6         | 41         | 50,8         | + 2,2 | 47         | + 6 |
| Socialistična narodna partija Crne Gore2 | 14,1         | 11         | 16,1         | + 5,0 | 15         | + 6 |
| Narodnjačka koalicija2                   | 14,1         | 11         | 03,0         | + 5,0 | 0          | + 6 |
| Nova srpska demokratija3                 | 14,7         | 12         | 09,0         | - 4,4 | 08         | - 4 |
| Srpska nacionalna lista3                 | 14,7         | 12         | 01,3         | - 4,4 | 0          | - 4 |
| Pokret za promjene                       | 13,1         | 11         | 06,1         | - 7,0 | 05         | - 6 |
| Liberali i Bošnjačka stranka4            | 03,8         | 03         | –            | –     | –          | - 3 |
| Sonstige5                                | 05,7         | 03         | 13,9         | + 8,2 | 04         | + 1 |

Wahlsieger und Ministerpräsident Milo Đukanović

1 2005 ohne Hrvatska građanska inicijativa und Bošnjačka Stranka

2 2005 als Wahlallianz SNP-NS-DSS-koalicija

3 2005 als Wahlallianz Srpska lista

4 Wahlbündnis aus Liberalna partija Crne Gore (LPCG) und Bošnjačka Stranka; die LPCG trat 2009 zusammen mit der Partei Demokratski Centar im Wahlbündnis Za drugačiju Crnu Goru an, das mit 2,6 % an der Sperrklausel scheiterte

5 Parteien der albanischen Minderheit müssen für den Einzug ins Parlament mindestens 3 % der Stimmen im kleinen Wahlkreis erhalten.